# 北伊兹迈洛沃区
北伊兹迈洛沃区（俄語：район Северное Измайлово）是莫斯科东行政区的一区，面积4.20平方公里，人口84,957人。晓尔科沃站位于该区内。